# Xolmis coronatus
A Xolmis coronatus a madarak (Aves) osztályának verébalakúak (Passeriformes) rendjébe és a királygébicsfélék (Tyrannidae) családjába tartozó faj.

## Rendszerezés
A fajt Louis Pierre Vieillot francia ornitológus írta le 1823-ban, a Tyrannus nembe Tyrannus coronatus néven. Besorolása vitatott, egyes rendszerezők a Neoxolmis nembe sorolják, Neoxolmis coronatus néven.

## Előfordulása
Dél-Amerikában, Argentína, Bolívia, Brazília, Paraguay és Uruguay területén honos. Természetes élőhelyei a mérsékelt övi, szubtrópusi és trópusi cserjések. Vonuló faj.

## Megjelenése
Testhossza 22 centiméter.
|  |

## Természetvédelmi helyzete
Az elterjedési területe nagyon nagy, egyedszáma pedig stabil. A Természetvédelmi Világszövetség Vörös listáján nem fenyegetett fajként szerepel.